# Linghu, Zhejiang
Linghu är en köpinghuvudort i Kina. Den ligger i provinsen Zhejiang, i den östra delen av landet, omkring 52 kilometer norr om provinshuvudstaden Hangzhou. Antalet invånare är 63 471. Befolkningen består av 32 147 kvinnor och 31 324 män. Barn under 15 år utgör 9,0 %, vuxna 15-64 år 72 %, och äldre över 65 år 17,0 %.
Runt Linghu är det tätbefolkat, med 493 invånare per kvadratkilometer. Närmaste större samhälle är Zhili, 19,1 km norr om Linghu. Trakten runt Linghu består till största delen av jordbruksmark.
Genomsnittlig årsnederbörd är 1 675 millimeter. Den regnigaste månaden är juni, med i genomsnitt 253 mm nederbörd, och den torraste är november, med 62 mm nederbörd.